# 33856 Rutuparekh
33856 Rutuparekh è un asteroide della fascia principale. Scoperto nel 2000, presenta un'orbita caratterizzata da un semiasse maggiore pari a 2,474718 UA e da un'eccentricità di 0,135402, inclinata di 3,748289° rispetto all'eclittica. Ha un diametro di 4,502 km.